# ティベリウス (個人名)
ティベリウス (Tiberius) は、古代ローマ人の個人名。
ローマ市を流れるティベリス川 (Tiber) にちなんだ個人名で、略称を用いる際は「Ti・センプロニウス・グラックス」のように「Ti」を使う。ローマ人の個人名はバリエーションに乏しいが、その中でも比較的多くみられる個人名の一つである。
ティベリウスの名は第2代ローマ皇帝の個人名であったが、皇帝としてはこの個人名で呼ばれるため、単に「ティベリウス」といった場合、この皇帝ティベリウスを指すことがほとんどとなった。
古代ローマの名前は西欧社会の名前に影響を残したが、ティベリウスも英語のタイベリアス (Tiberius)、 イタリア語・スペイン語のティベリオ（Tiberio）、フランス語のティベール（Tibère）、ハンガリー語のティボル（Tibor）として現代に残っている。
ティベリウスの個人名を持つ著名なローマ人は、以下の通り。
1. ティベリウス・センプロニウス・グラックス（第二次ポエニ戦争での「奴隷軍団」司令官）
2. ティベリウス・センプロニウス・グラックス（1の甥、大グラックス）
3. ティベリウス・グラックス（2の息子、グラックス兄弟の兄）
4. ティベリウス・クラウディウス・ネロ（アウグストゥスの妻リウィアの最初の夫）
5. ティベリウス帝（4の息子、ティベリウス・ユリウス・カエサル）
6. ティベリウス・クラウディウス・ネロ・カエサル・ドルスス（第4代皇帝クラウディウス）
7. ティベリウス・ゲメッルス
8. ティベリウス・クラウディウス・ネロ・ドミティアヌス・カエサル（第5代皇帝ネロ）
9. ティベリウス2世（東ローマ皇帝）
10. ティベリオス3世（東ローマ皇帝）
11. ティベリウス (マウリキウスの皇子)